# Amor prohibido (canción de Baby Rasta & Gringo)
«Amor prohibido» es una canción de los cantantes Baby Rasta & Gringo. Se lanzó el 4 de abril de 2014 como segundo sencillo de su tercer álbum de estudio Los cotizados.

## Vídeo musical
El video fue lanzado el 22 de septiembre de 2014, pero ganó el doble de reconocimiento cuando fue publicado nuevamente el 9 de octubre de 2015 por el canal de los cantantes. La canción fue nominada dos veces de manera simultánea en los Premios Billboard 2015 en la categoría Canción Tropical y en la categoría Ritmo Tropical.

## Versiones
Cuenta con una remezcla con el cantante Farruko, la cual fue lanzada el 4 de octubre de 2014.